# Made of Stars
Made of Stars è un singolo del cantante israeliano Hovi Star, nome d'arte di Hovav Sekulets, pubblicato il 14 marzo 2016 su etichetta discografica Unicell Advanced Cellular Solutions. Il brano è stato scritto e composto da Doron Medalie.
Hovi Star ha vinto il processo di selezione nazionale israeliano per l'Eurovision Song Contest 2016, chiamato HaKokhav HaBa L'Eirovizion, la cui finale si è svolta il 3 marzo 2016. Made of Stars è una delle oltre cento canzoni inviate all'ente televisivo israeliano da portare all'Eurovision. Hovi ha cantato Made of Stars per quarto nella seconda semifinale dell'Eurovision, che si è tenuta il 12 maggio a Stoccolma, e si è qualificato per la finale del 14 maggio, dove canterà per settimo su 26 partecipanti.
Prima dell'Eurovision, Hovi Star ha cantato Made of Stars a Riga, in Lettonia, il 2 aprile 2016, e a Mosca, in Russia, il 3 aprile. Made of Stars ha raggiunto il quinto posto nella classifica radiofonica israeliana e il novantatreesimo nella classifica dei singoli svedese.

## Tracce
Download digitale
1. Made of Stars – 3:12

## Classifiche
| Classifica (2016) | Posizione massima |
| ----------------- | ----------------- |
| Israele           | 5                 |
| Svezia            | 93                |